# Олонхо
Олонхо́ (якут. олоҥхо, долг. олоӈко) — эпическое народное искусство якутов и долган. Занимает центральное место в системе якутского фольклора. Термин «олонхо» обозначает как эпическую традицию в целом, так и название отдельных сказаний. В 2005 году ЮНЕСКО объявило олонхо «нематериальным наследием человечества» и в 2008 году официально включило в Репрезентативный Список.

## Структура
Поэмы, длина которых в среднем составляет 10 000 — 15 000 стихотворных строк, исполняются народными сказителями (олонхосутами). Путём контаминации различных сюжетов якутские олонхосуты в прошлом создавали еще более крупные олонхо, но они остались не записанными. Талант сказителя должен отличаться многогранностью. Помимо актерского и певческого мастерства сказители должны обладать даром импровизации и ораторским искусством. Олонхо исполняется без музыкального сопровождения. Речи персонажей поются для каждого в особой тональности, остальной текст сказывается говорком. По словам олонхосутов, самые крупные олонхо пелись в течение семи суток (дней и ночей). «Нюргун Боотур Стремительный», наиболее известный из якутских олонхо, состоит из 36 тысяч стихотворных строк.

## Сюжеты
Космогония олонхо выстроена в соответствии с религией Айыы. Действие в олонхо происходит в трёх мирах — Верхнем (якут. Үөhээ Дойду), Среднем (якут. Орто Дойду) и Нижнем (якут. Аллараа Дойду). В середине мироздания находится Аал Луук Мас — Мировое Древо, корни которого уходят в Нижний мир, приют тёмных враждебных сил, крона растет в Среднем мире, где живут люди, а ветви устремлены высоко в небо, где обитают божества Верхнего мира.
Основная тема олонхо — это судьба эпического племени Айыы аймага (якут. Айыы аймаҕа), прародителей людей, установление счастливой и богатой жизни в Среднем мире. Одной из главных черт олонхо как жанра является его своеобразный историзм — олонхо задумано, создано и подаётся как своеобразная история всего человеческого общества (как это часто бывает в эпических сказаниях). Но история эта не реальная, а мифологическая. Можно выделить три группы сюжетов, на которых основываются сказания. Первая из них — олонхо о заселении Среднего мира людьми племени Айыы аймага. Потомки божеств Айыы, посланные (а не изгнанные, в отличие от некоторых других подобных эпических сказаний) из Верхнего мира в Средний с предназначением заселить его, оказываются там в тот момент, когда земля только появляется, и становятся её первыми жителями, людьми из племени «айыы аймага» (букв. родичи айыы). В этих сюжетах описывается строение Вселенной, всех трёх её миров, их жители, предыстория появления первых людей в Среднем мире, а также изначальная их жизнь с момента появления на земле, организация ими своего жизненного уклада и преодоление препятствий на этом пути. В таких сюжетах подробно описывается установившийся миропорядок и мифологическая география. Ко второй группе сюжетов относятся сказания о деяниях героев — выдающихся жителей Средней земли, основателей могучих племён или родов. Так, герой опубликованного О. Н. Бётлингком олонхо Эр Соготох (якут. Эр Соҕотох) не знает своего происхождения. Он обращается к духу-хозяйке Среднего мира, обитающей в священном дереве, и узнает о своем божественном происхождении и высоком предназначении стать родоначальником племени ураангхай саха (якут. урааҥхай саха). Герой отправляется за суженой, проходит множество испытаний в упорной борьбе с Абасы (якут. Абааhы) — враждебными племенами, обитающими в Нижнем мире, находит судьбою предназначенную жену и становится родоначальником процветающего народа. Третью группу олонхо объединяет тема защиты племен «айыы аймага» от разрушительных действий враждебных тёмных сил Абасы. В некоторых сказаниях богатыря Айыы, призванного стать защитником, божества из Верхнего мира, специально отправляют в Средний мир по просьбе его жителей. В других же сюжетах защитниками своего племени становятся рожденные при чудесных обстоятельствах дети самих жителей Среднего мира. В каждом конкретном олонхо указанные мотивы соединяются, образуя сложные сюжетные переплетения. При этом целое сказание может описывать историю нескольких поколений героев одного рода или состоящих с ними в родстве, вплетая её в контекст всеобщей истории племён айыы аймага.
Устойчивость сюжетов олонхо выработала систему персонажей. Главный герой — это богатырь или богатырка из племени божеств Айыы (или людей, айыы-аймага). Как правило, главный герой с самого рождения наделён множеством необыкновенных качеств (силой, умом, красотой). Основная его цель — выполнение предназначенного судьбой: борьба за создание семьи, защита интересов рода, племени или всех людей. Противоборствующей силой в олонхо является богатырь из племени Абасы, тёмных созданий, враждебных людям. Остальные персонажи группируются вокруг главного героя и его противника, представляя собой членов их семей и племен. Особое место среди действующих лиц олонхо занимают мифологические персонажи: верховное божество Юрюнг Айыы Тойон (якут. Үрүҥ Айыы Тойон), бог-покровитель лошадей Кюн Джёсёгёй (якут. Күн Дьөhөгөй), богини, которые способствуют рождению людей и размножению домашних животных — Иэйиэхсит и Айыысыт (якут. Айыыhыт) и др., обозначающие предназначение главного героя или каким-то иным образом ему помогающие (советом, даром, и т. д.). А среди них особое значение имеют второстепенные айыы, духи-покровители главного героя. Они активно вмешиваются в его судьбу, помогают ему выйти из безвыходных ситуаций или одолеть врага, превосходящего по силе. Помощь главному герою могут оказывать также иччи, духи предметов, и говорящие животные или старец-мудрец «Сэркээн Сэсэн» (якут. Сэркээн Сэһэн).

## Исполнение
Исполнение олонхо основано на чередовании речевых и поющихся разделов. При этом речевая часть изобилует событиями, так как развитие сюжета передается речитативом, а прямая речь персонажей — пением. Монологи героев олонхо содержат информацию из прошлого, которая проясняет ту или иную ситуацию, волшебный совет или предсказания божеств-покровителей, эмоциональное состояние героев, дающее толчок к дальнейшему развитию сюжета и т. д. Обычно в олонхо выделяются несколько разных мелодий, характеризующих различные группы персонажей. Главный контраст составляют мелодии Айыы и Абасы. Самостоятельную музыкальную характеристику имеют так называемые герои-трикстеры, являющиеся медиаторами между Средним и Нижним мирами. Это, как правило, младший брат героя, старуха-скотница Симэхсин-Эмээхсин и др. Яркими мелодиями наделены зооморфные персонажи: конь богатыря, являющийся его верным другом и советником; стерхи (белые журавли), через которых небесные божества отправляют главному герою свою помощь; птичка, сопровождающая богатыря в младенчестве и оберегающая его от злых сил.
В каждой общине был свой сказитель, имевший богатый репертуар, и поэтому существовали многочисленные версии олонхо. Традиция олонхо развивалась в условиях семьи и одновременно служила развлечением и средством обучения. Отражая верования якутов, олонхо являются свидетельствами образа жизни народа, борющегося за выживание в эпоху политической нестабильности в сложных климатических и географических условиях.

## Известные сказители Олонхо
В начале 20-го века в каждом якутском селении насчитывалось по несколько олонхосутов. Профессиональные олонхосуты обычно были бедными людьми. Они тратили очень много времени на заучивание текста, на прослушивание других олонхосутов, длительные тренировки в пении и декламации. Из-за этого им некогда было следить за своим хозяйством, а за исполнение им платили немного, обычно натурой: мясом, маслом, зерном.
Известны великие олонхосуты прошлого — «суперзвезды» своего времени, такие как Табаахырап, Чээбий, Говоров, Кынат, Тонг Суорун.
Из известных олонхосутов более позднего времени можно упомянуть следующих:
- Один из основоположников современной якутской литературы и поэзии — Ойунский, Платон Алексеевич — был страстным любителем и популяризатором олонхо. В юности он сам был известным олонхосутом. Именно он записал самый известный якутский олонхо — Ньургун Боотур Стремительный.
- Зверев, Сергей Афанасьевич — Кыыл Уола, работавший уже в советское время, также был известным олонхосутом. По мотивам олонхо Нюргун Боотур Стремительный создал одноимённую драму.
- Одним из последних представителей современных олонхосутов является Петр Егорович Решетников из Таттинского улуса.

## Исследователи Олонхо
- Ойунский, Платон Алексеевич — якутский советский писатель и общественный деятель.
- Илларионов, Василий Васильевич — якутский фольклорист, профессор, доктор филологических наук, заслуженный деятель науки Республики Саха (Якутия).
- Пухов, Иннокентий Васильевич — якутский писатель, литературовед, фольклорист, олонховед, кандидат филологических наук.
- Емельянов, Николай Васильевич — якутский фольклорист, доктор филологических наук, заслуженный ветеран Сибирского отделения АН СССР, член Международной тюркской академии.

## Олонхо в изобразительном искусстве
В произведениях современных молодых художников образы Олонхо сливаются с поэзией народного фольклора, со сказочными образами.

## Издания
- Нюргун Боотур Стремительный: Якутский героический эпос олонхо / Воссоздал на основе народных сказаний Платон Ойунский; Пер. на рус. яз. В. Державин; Под общ. ред. С. В. Михалкова; Статья и комментарий И. В. Пухова. — Изд. 2-е. — Якутск: Якутское книжное издательство, 1982. — 432 с. — 40 000 экз. (в пер.) (на русском языке)
- Якутский героический эпос: Кыыс Дэбилийэ. — Новосибирск: Наука, 1993. — (Памятники фольклора народов Сибири и Дальнего Востока). (в пер.) (на русском и якутском языках)
- Якутский героический эпос: Могучий Эр Соготох. — Новосибирск: Наука, 1996. — (Памятники фольклора народов Сибири и Дальнего Востока). (в пер.) (на русском и якутском языках)